# Łagowsko-Sulęciński Park Krajobrazowy
Łagowsko-Sulęciński Park Krajobrazowy jest położony w woj. lubuskim, w powiatach: sulęcińskim (gmina Sulęcin) i świebodzińskim (gmina Łagów).
Park powstał w 1985 roku w celu zachowania i ochrony wybitnych walorów krajobrazowych i przyrodniczych centralnej części Pojezierza Lubuskiego – Pojezierza Łagowskiego i chroni pełne ryb jeziora, strome wzgórza porośnięte charakterystycznymi bukowymi lasami, pofalowaną powierzchnię pól i łąk z bogatą roślinnością i licznymi gatunkami zwierząt. Początkowo Park miał powierzchnię ok. 4500 ha. Obszar Parku powiększano już dwukrotnie: po raz pierwszy w 1997 r., i ponownie w 2011 r., kiedy to nadano obecną nazwę (nazwa pierwotna: Łagowski Park Krajobrazowy). Obecnie Park zajmuje 5438,5 ha, natomiast jego otulina liczy 6554,8 ha.
Na terenie parku istnieje sieć dobrze oznakowanych szlaków turystycznych, rowerowych i ścieżek przyrodniczych, pozwalających na dokładne zapoznanie się z atrakcjami parku i jego gruntowne zwiedzenie.
Wody to także jeden z charakterystycznych elementów przyrody Łagowsko-Sulęcińskiego Parku Krajobrazowego. Znajdują się tam czyste, przeźroczyste jeziora, z wąskim pasem szuwaru trzcinowego i stromo opadającymi w głębinę brzegami, wzdłuż których prowadzi taras ścieżki spacerowej. Główne jeziora parku odznaczają się bardzo dużą czystością na pograniczu I i II klasy, co na Pojezierzu Lubuskim nie jest częstym zjawiskiem. Zasilane są wodami podziemnymi oraz opadowymi, spływającymi po zalesionych zboczach, dlatego zawierają nieduże ilości biogenów, czyli organicznych substancji odżywczych.

## Podstawa prawna
- Uchwała WRN w Zielonej Górze z dnia 26-04-1985 r. / Dz. Urz. Woj. Ziel. Nr 6, poz. 159/.
- Rozporządzenie Wojewody Zielonogórskiego Nr 7 z dnia 18 kwietnia 1997 r. w sprawie zatwierdzenia Planu Ochrony Łagowskiego Parku Krajobrazowego oraz zmiany Uchwały Wojewódzkiej Rady Narodowej w Zielonej Górze z dnia 26 kwietnia 1985 r. o utworzeniu Łagowskiego Parku Krajobrazowego /Dz. Urz. Woj. Ziel. Nr 7, poz. 53/.
- Uchwała Nr 34/V/85 Wojewódzkiej Rady Narodowej w Gorzowie Wlkp. z dnia 25 czerwca 1985 r. / Dz. Urz. Woj. Gorz. Nr 2, poz. 24/.
- Rozporządzenie Wojewody Gorzowskiego Nr 13 z dnia 16 lipca 1997 roku w sprawie zmiany granic Łagowskiego Parku Krajobrazowego oraz zatwierdzenia Planu Ochrony Parku /Dz. Urz. Woj. Gorz. Nr 8, poz. 98/.
- Rozporządzenie Wojewody Gorzowskiego Nr 8 z dnia 25 czerwca 1998 roku w sprawie Łagowskiego Parku Krajobrazowego.
- Uchwała Nr XIII/119/11 Sejmiku Województwa Lubuskiego z dnia 29 sierpnia 2011 r. zmieniająca rozporządzenie Nr 23 Wojewody Lubuskiego z dnia 19 września 2005 r. w sprawie wprowadzenia zakazów oraz ujednolicenia dotychczasowych zapisów ustanawiających obszar i granice Łagowskiego Parku Krajobrazowego
- Uchwała Nr XLIV/677/18 Sejmiku Województwa Lubuskiego z dnia 23 kwietnia 2018 r. w sprawie Łagowsko-Sulęcińskiego Parku Krajobrazowego (Dz. Urz. Województwa Lubuskiego 2018 r. poz. 1096)[2]

## Położenie
Park Krajobrazowy położony jest na terenie powiatu świebodzińskiego w gminie Łagów oraz na terenie powiatu sulęcińskiego w gminie Sulęcin i obejmuje szereg mniejszych miejscowości: Poźrzadło, Gronów, Łagówek, Jemiołów, Wielowieś.

## Powierzchnia
Powierzchnia parku ogółem – 5438,50 ha w tym:
- pow. Świebodzin, gm. Łagów – 3170,00 ha
- pow. Sulęcin, gm. Sulęcin – 2268,5 ha

Powierzchnia otuliny – 6554,80 ha w tym:
- pow. Świebodzin, gm. Łagów – 4585,20 ha
- pow. Sulęcin, gm. Sulęcin – 961,30 ha
- pow. Sulęcin, gm. Torzym – 1008,30 ha[2]

## Rezerwaty przyrody
Na terenie parku znajdują się trzy rezerwaty przyrody:
- Buczyna Łagowska o powierzchni 116 ha, chroniący najcenniejsze fragmenty lasów bukowych
- Nad Jeziorem Trześniowskim o powierzchni 50 ha, chroniący piękny krajobraz na krawędzi rynny polodowcowej
- Pawski Ług  o powierzchni 32 ha, chroniący mozaikę środowisk leśnych i torfowiskowych

Projektowany jest rezerwat przyrody Buczyny nad Buszenkiem.

## Jeziora
Na obszarze Ł-SPK znajduje się 8 jezior:
- Ciecz (Jez. Trześniowskie) o maksymalnej głębokości 58,8 m, jest jednym z dziesięciu najgłębszych jezior w Polsce
- Łagowskie
- Buszno
- Buszenko
- Czarne
- Jezioro Bobrze
- Linie
- Ciche

## Wzgórza
Najwyższe na Pojezierzu Lubuskim wzgórza moreny czołowej:
- Bukowiec (225,4 m n.p.m.)
- Gorajec (209,2 m n.p.m.)

## Rośliny
Park jest miejscem występowania ponad 550 gatunków roślin, w tym wielu rzadkich i chronionych. Należą do nich – storczyki: leśny, szerokolistny i listera jajowata, rosiczka okrągłolistna, orlik pospolity, śnieżyczka przebiśnieg, widłaki: widłak jałowcowaty i widłak goździsty i inne. Lasy stanowią 65% powierzchni parku.

## Zwierzęta
W parku znajduje schronienie wiele gatunków rzadkich i chronionych zwierząt: bielik, bocian czarny, gągoł, puchacz, wydra i żuraw.

## Opis obiektu poddanego pod ochronę
Najciekawszym elementem Łagowsko-Sulęcińskiego Parku Krajobrazowego jest bardzo urozmaicona rzeźba terenu. Łagów nazwano „Perłą Ziemi Lubuskiej” ze względu na niezwykłe urozmaicenie krajobrazowe. Do najciekawszych fragmentów parku należy łagowska rynna polodowcowa o długości 15 km i szerokości 100–750 m, głębokości 20–90 m i nachyleniu stoków 18–53 st., w niej położone są piękne jeziora. Wysokie i strome krawędzie rynny pocięte są licznymi dolinkami, parowami i wąwozami, porośniętymi lasem bukowo-sosnowym.
W wyniku dotychczasowych badań na terenie parku zidentyfikowano 554 gatunki roślin zaliczonych do 94 rodzin. Znaczne bogactwo flory wynika ze zróżnicowania siedlisk. Szczególną cechą tego obszaru stanowi spotkanie się tu różnych gatunków geograficznych: atlantyckich, subarktycznych i kserotermicznych. Na terenach bagiennych parku żyje wiele roślin chronionych, jak: rosiczka okrągłolistna, żurawina błotna, bagno zwyczajne, modrzewnica zwyczajna, bobrek trójlistkowy.
W centrum Łagowsko-Sulęcińskiego Parku Krajobrazowego leży zabytkowy Łagów z XIII w. Na Sokolej Górze zachowały się pozostałości po grodzisku funkcjonującym w XII – XIV wieku. W 1347 roku Łagów przeszedł we władanie zakonu joannitów, którzy wznieśli zamek na przesmyku między dwoma jeziorami, na sztucznie usypanym wzniesieniu. Obiekt został zachowany do dziś i wpisany do rejestru zabytków. Łagów ze względu na swe położenie, zabytki i krajobraz ma wybitne walory turystyczne i wypoczynkowe.